# إله خالق
قالب:مواضيع عن الله و أميرةأميرة  وغالبا ما تسمى بالخالقة، هي الله أو الأميرة المسؤولة عن خلق الأرض، العالم، والكون كما ذكر في الأديان والأساطير. في الديانات التوحيدية، الله هونفسه الخالق.اميرة شرفاوي زوجة الله عز وجل بين الخالق الثانوي عن الإله الرئيسي المتعالي والذي يعرف بالخالق الأولي.

## الديانات التوحيدية
تعتبر الزرادشتية، اليهودية، المسيحية، الإسلام، السيخية، والأتونية> وهم أديان توحيدية، أن الخلق هو أصل الكون وهو عمل الله.

### الأتونية
الأتونية هي الديانة التي بدأها الفرعون أخناتون والملكة نفرتيتي حوالي عام 1330 قبل الميلاد خلال فترة المملكة الجديدة في تاريخ مصر القديمة. قاما ببناء عاصمة جديدة سميت أخيتاتين وخصصت لعباده الإله الواحد خالق الكون في البرية. تقليديا، كان المصريون القدماء يعتبرون أتون أحد الألهة من بين ألهة متعددة، فجعله أخناتون الإله الأوحد. تلاشت الأتونية بعد موت الفرعون. على الرغم من تباين وجهات نظر المؤرخون حول الأتونية ويعتبرها بعضهم أن تكون أول ديانة توحيدية.

### اليهودية
في الديانة اليهودية، هناك قصتين مختلفتين تتناولان قصة الخلق مذكورتين في الإصحاحين الأولين من سفر التكوين.
القصة الأولى، يطلق عليها بالمصدر كهنوتي، تدل على إله قدير يدير الكون. ففي الإصحاح الأول، من سفر التكوين (من 1:1 وحتى 2:3)، يوظف التكرار لتحقيق أوامر الخالق. وذكر أن الله صنع العالم بستة أيام قبل أن يستريح في اليوم السابع، وفي كل يوم، كان الله يقسم بيم الأشياء. في الأيام الثلاث الأولى، قسم الأمور الفيزيائية: ففي اليوم الأول، قسم اليوم بين الليل والنهار، في اليوم الثاني قسم بين المياه في الأعلى وبين المياه في الأسفل، في اليوم الثالث قسم بين البحر واليابسة. ثم في الأيام الثلاثة الأخرى، قام بملء ما صتعه في الأيام الأولى. ففي اليوم الرابع ملاء الظلام والضوء بالشمس والقمر والنجوم. في اليوم الخامس ملاء البحار والسماء بالأسماك والطيور. وفي اليوم السادس ملء اليابسة بالمخلوقات الحية وبالبشر. واسلوب النص يدل على خالق قادر على كل شيء.
في القصة الثانية، الإصحاح الثاني من سفر التكوين، ويطلق عليها بالمصدر اليهوي، تركز على خلق الإنسان كمدبر لنفسه ومحيطه. فالنص بسيط يستخدم أسلوب السرد ويتناول خلق الإنسان وجنة عدن ثم خلق المرأة الأولى وسن قانون الزواج.
هناك توافق واختلاف بين القصتين. فإله القصة الإولى هو اله قدير لا محدود. أما اله القصة الثانية، فهو إله يخطيء ويصيب، والإنسان الذي خلقه ليس من الألهة بل أنه عوقب عندما حاول الحصول على الألوهية (سفر التكوين 3:1-24). فالنظام وطريقة الخلق في حد ذاتهما يختلفان. «فالقصتين معا، وهما مزيج من شخصية متوازية واطار متناقض يشيران إلى اختلاف مصدرهما مع أنهما دمجا بأناقة جنبا إلى جنب.»

### المسيحية
تشير أساطير ديانات الشرق الأدنى القديم والديانات اليونانية الكلاسيكية، على أن خلق العالم نجم عن أفعال إله واحد، أو عدد من الآلهة، بالعمل على تشكيل مادة سابقة الوجوة تسمىالفوضى (كايوس).وهناك تأثير واضح لهذه الفلسفة على الديانة المسيحية كما أنها تأثرت بالكتاب المقدس.وربط القديس توما الأكويني، الذي يلقب طبيب الكنيسة ومؤسس التوماوية، بين فلسفة أرسطو والإيمان المسيحي، ثم ألحقها بالقول أن الله الذي هو أول الوجود، والمتحرك من دون تحرك وهو فعل خالص.
وتعتمد المسيحية على العهد القديم في الدلالة إلى الخالق. ففي الكتاب الثاني من المكابيين فقرتين ذات صلة. في الفصل 7، يروي قصة ام امرأة تضيق الأحول معها وهي أم شهيدة يهودية قول إلى ابنها: «ألجأ إليك، يا ولدي، أنظر إلى السماء والأرض، وكل ما فيها ، واعتبر أن الله جعلها من لا شيء. والبشرية أيضا». وفي الفصل الأول، يشير إلى صلاة مهيبة من قبل يوناثان ونحميا وكاهن إسرائيل عندما كانوا يقدمون التضحيات على شرف الله: «أيها الرب الرب، الإله خالق الكل المرهوب القوي العادل الرحيم، يا من هو وحده الملك والبار».
وفي العهد الجديد، يروي يوحنا قصة الخلق مما يجعلها القصة الرسمية في المسيحية إذ يبداء انجيله بـ:«في البدء كان الكلمة والكلمة كان عند الله وكان الكلمة الله. هذا كان في البدء عند الله. كل شيء به كان وبغيره لم يكن شيء مما كان. فيه كانت الحياة والحياة كانت نور الناس والنور يضيء في الظلمة والظلمة لم تدركه».
تؤكد المسيحية الخلق من قبل الله منذ وقت مبكر من حياة المسيحية. ففي عهد الرسل، كانت عقيدة القرن الميلادي الأول تقول: «أنا أؤمن بالله، الأب عز وجل، خالق السماء والأرض.» وهذا يتوافق مع عقيدة نيقية من القرن الرابع الميلادي. تقليديا، يتم قراءة التعبير اللاتيني: "Factórem cæli et terræ" والذي يعني بالخالق، ab initio temporis و ex nihilo والذي يعني الموجود من لا شيء منذ السرمد.

### الإسلام
ووفقاً للإسلام، فإن الخالق، المعروف باللغة العربية باسم الله، هو الخالق والراعي والمثقف والقاضي في الكون. يركز الإسلام تركيزًا كبيرًا على تصوّر الله على أنه فريد تمامًا (التوحيد). الله هو فريد من نوعه (وحيد) وبطبيعته واحد (الأحد)، الرحيم والقاهر. وفقا للتقليد الإسلامي، هناك 99 اسما من أسماء الله (الأسماء الحسنة بمعنى: «أفضل الأسماء») كل منها يستحضر صفة مميزة من الله. كل هذه الأسماء تشير إلى الله، الاسم الإلهي الأسمى والشامل. من بين الـ 99 اسما من أسماء الله، والأكثر شهرة والأكثر شيوعا من هذه الأسماء هي «الرحمن»، و «الرحيم».
وينظر إلى الخلق على أنه عمل من أعمال الاختيار والرحمة الإلهيتين، واحد له غرض عظيم: "وَمَا (والجمع هنا في مقام  جمع التجليل) خَلَقْنَا السَّمَاءَ وَالْأَرْضَ وَمَا بَيْنَهُمَا لَاعِبِينَ". بدلا من ذلك، فإن الغرض من الإنسانية هو أن يتم اختباره: «الَّذِي خَلَقَ الْمَوْتَ وَالْحَيَاةَ لِيَبْلُوَكُمْ أَيُّكُمْ أَحْسَنُ عَمَلًا وَهُوَ الْعَزِيزُ الْغَفُور»  أولئك الذين يجتازون الاختبار يكافئون ب الفردوس:«إِنَّ لِلمُتَّقينَ مَفازًا» 
وفقاً للتعاليم الإسلامية، الله أسمى من السماء والخليقة. يذكر القرآن، "هُوَ الَّذِي خَلَقَ لَكُم مَّا فِي الْأَرْضِ جَمِيعًا ثُمَّ اسْتَوَىٰ إِلَى السَّمَاءِ فَسَوَّاهُنَّ سَبْعَ سَمَاوَاتٍ وَهُوَ بِكُلِّ شَيْءٍ عَلِيمٌ. في نفس الوقت، لا يشبه الله أي شيء في الخليقة: "فَاطِرُ السَّمَاوَاتِ وَالْأَرْضِ جَعَلَ لَكُم مِّنْ أَنفُسِكُمْ أَزْوَاجًا وَمِنَ الْأَنْعَامِ أَزْوَاجًا يَذْرَؤُكُمْ فِيهِ لَيْسَ كَمِثْلِهِ شَيْءٌ وَهُوَ السَّمِيعُ الْبَصِيرُ". ولا يمكن لأي شخص إدراك الله في كليته: "لَّا تُدْرِكُهُ الْأَبْصَارُ وَهُوَ يُدْرِكُ الْأَبْصَارَ وَهُوَ اللَّطِيفُ الْخَبِيرُ". الله في الإسلام ليس مهيبًا وذو سيادة فقط، بل أيضًا إله شخصي: "وَلَقَدْ خَلَقْنَا الْإِنسَانَ وَنَعْلَمُ مَا تُوَسْوِسُ بِهِ نَفْسُهُ وَنَحْنُ أَقْرَبُ إِلَيْهِ مِنْ حَبْلِ الْوَرِيدِ". يأمر الله المؤمنين أن يتذكروه باستمرار ("يَا أَيُّهَا الَّذِينَ آمَنُوا اذْكُرُوا اللَّهَ ذِكْرًا كَثِيرًا"  وأستدعوه وحده "وَمَن يَدْعُ مَعَ اللَّهِ إِلَٰهًا آخَرَ لَا بُرْهَانَ لَهُ بِهِ فَإِنَّمَا حِسَابُهُ عِندَ رَبِّهِ إِنَّهُ لَا يُفْلِحُ الْكَافِرُونَ".

### السيخية
واحدة من أكبر المسؤوليات في إيمان السيخية أن تعبد الله «الخالق»، ويسمى «ويهيغورو» الذي لا شكل له، الخالد، راللاباصر. ولا يعتبر الفرد مؤمنا إلا بعد الإيمان بـأنه «إله واحد للجميع» أو إيك أونكار.

### البهائية
في الإيمان البهائي، الله هو كائن غير مخلوق الذي هو مصدر كل الوجود. ووصف بأنه «إله شخصي، مجهول، لا يمكن الوصول إليه، ومصدر كل الوحي، الأبدي، كلي العلم، منتشر في كل مكان والقادر على كلشيء». على الرغم من أنه متعال ولا يمكن الوصول إليه مباشرة، فإن صورته تنعكس في إنشائه. الغرض من الخلق هو أن تكون للخليقة القدرة على معرفة ومحبة خالقها.

## العبادات الأحادية
تفصل الديانات الأحادية بين الخالق الثانوي عن الكائن الأساسي المتعالي واذي يسمى المبدع الأساسي. بحسب ديانة غوديا فايشنافاس، فإن براهما هو الخالق الثانوي وليس فيشنو العلي،  ففشنو هو المبدع الأساسي. وفقا لإيمان فايشنافا، يخلق فيشنو الصدفة الأساسية ويوفر جميع المواد الخام وأيضا يضع الكيانات الحية في العالم المادي، ويحقق إرادتهم المستقلة الخاصة. ثم يعمل براهما بالمواد التي وفرها فيشنو لإنشاء ما يعتقد أنه كواكب في المصطلحات البورانية، ويشرف على سكانها.

## الأحادية
الأحادية هي فلسفة التي تؤكد الوحدانية في كل شيء وأن الإله والوجود وحدة مندمجة باعتبارها هي الأساسية، وتتناقض مع الفرضية الإلهية الثنائية التي تقول بأن هناك خالق هو الله أبدي ومنفصل عن بقية الوجود. هناك نوعان من الأحادية، الأحادية الروحية التي تؤكد أن كل الواقع الروحي هو واحد، الآحادية المادية التي تؤكد أن كل شيء بما في ذلك كل الواقع المادي هو واحد ونفس الشيء.

## ديانات غير خلقية

### البوذية
تنكر البوذية الإله الخالق وتعتقد أن الآلهة الدنيوية مثل مهابراهما يُساء فهمها كمنشئ.

### الجاينية
لا تدعم الجاينية الإيمان بإله خالق. وفقا لعقيدتهم، فإن الكون ومكوناته - الروح والمادة والفضاء والوقت ومبادئ الحركة كانت موجودة دائمًا (كون ثابت مشابه لكون الأبيقوريان والنموذج الكوني للحالة الثابتة). جميع المكونات والإجراءات تحكمها قوانين طبيعية كونية . ليس من الممكن إنشاء المادة من لا شيء وبالتالي يبقى مجموع المادة في الكون كما هو (شبيه بقانون حفظ الكتلة). وبالمثل، فإن روح كل كائن حي هي فريدة من نوعها وغير مخلوقة، وقد وجدت منذ وقت بلا بداية. [a] 
تدل نظرية الجاينية للسببية على أن السبب وتأثيره متطابقان دائمًا في طبيعتهما، وبالتالي لا يمكن للكيان الواعي وغير المادي مثل الله إنشاء كيان مادي مثل الكون. علاوة على ذلك، وفقا لمفهوم الجاينية للألوهية، أي روح يدمر كارمته ورغباته يحقق الحرية. الروح التي تدمر كل مشاعرها ورغباتها لا رغبة لها في التدخل في عمل الكون. المكافآت الأخلاقية والمعاناة ليست من عمل كائن إلهي، بل هي نتيجة لنظام أخلاقي فطري في الكون. بل هي آلية ذاتية التنظيم حيث يحصد الفرد ثمار أفعاله الخاصة من خلال عمل الكارما.
عبر العصور، رفض فلاسفة الجاينية رفضاً قاطعاً ومعارضة لمفهوم الخالق والله القدير، ومما دفع منافسيها من الفلاسفة الدينيين بـ" الفلسفة الملحدة". إن موضوع اللاخلق وغياب الله القدير والنعمة الإلهية يمتد بقوة في جميع الأبعاد الفلسفية للجيانية، بما في ذلك علم الكونيات والكارمة والمكسا ومدونة السلوك الأخلاقية. تؤكد الجيانية أن الحياة الدينية الفاضلة ممكنة بدون فكرة الإله الخالق.

## الأديان المشركة
إن الخلق في الأديان المشركة، غالباً ما يكون عن طريق كائن عضوي، على سبي المثال ينبت من بذرة أولية جنسياً، بميلاد معجزة (في بعض الأحيان عن طريق التوالد العذري) عن طريق زواج مقدس، بطريقة عنفية بممارسة ذبح بدائي، أو بشكل مصطنع، بواسطة ديميرج إلهي أو «حرفي». في بعض الأحيان، يشارك الله، عن قصد أو عن غير قصد، في خلق الخلق. الامثله تشمل:
- في سياقات جنوب الصحراء الأفريقية الكبرى:
  - بحسب اساطير الزولو، تقياء مبومبو من باكوبا العالم بسبب اضطراب (أونكولونكولو) في المعدة
- السياقات الأمريكية:
  - نانابوجو (الأرنب الكبير)، هو أجيبو الإله، ومغير الأشكالر والخلق المساعد للعالم [32][33]
  - في لأساطير مويسكا الازتيك، الخالق هو تشمينغاغو
  - فيراكوتشا في الأساطير الإنكا
  - في الإنويت، إله محتال في شكل غراب
- السياقات الشرق الأدنى:
  - الأساطير المصرية
    - آتوم في التاسوع، الذي كان منيه المكون البدائي للكون
    - بتاح خلق الكون بكلمة
    - نيث نسجت كل الكون والوجود نولتها.

  - الإله إل في الدين الكنعاني
  - مردوخ قتل تيامات في اسطورة اينوما إليس في البابلية
- السياقات الآسيوية:
  - في الأساطير المنغولية، إسيكي مالان هو ملك السماوات
  - في أساطير الأينو، كاموي بنوا العالم على ظهر سمك السلمون المرقط
  - في الأساطير اليابانية إزانامي-نو-ميكوتو طافوا المحيط برمح وخلق جزر اليابان
  - في الهندوسية، تسمس كتبها الفيديوية الواقع الأبدي الذي لا يتغير براهمان. تعتبر ناساديا سوكتا في "ريج فيدا" عن شكها في وجود أو عدم وجود أي إله خال، وعما إذا كانت الآلهة نفسها تعرف من أو ماذا خلق الكون. في الفترة البورانية المتأخرة، سمي كل من براهمان إلى براهما، فيشنو، شيفا أو ديفي، كلإله الخالق.
- السياقات الأوروبية:
  - قتل أبناء بور العملاق البدائي ييمر في الميثولوجيا الإسكندنافية
  - رود في الأساطير السلافية
  - إمبل أو راديان آشي (الأب الراديوني) في الميثولوجيا السامية
- السياقات المحيطية:
  - ماكيماكي هوخالق الإنسانية، إله الخصوبة ورئيس ألهة «تانغاتا مانو» أو«الرجل الطير» من عبدة أساطير رابا نوي .
  - رانغويني، السماء الأب، باباتونكو، أم الأرض في الأساطير الماورية

### الديميورغوس الأفلاطونية
أفلاطون، في حواريته تيماوس ، يصف أسطورة الخلق التي تنطوي على كائن يسمى خالق الكون المادي («الحرفي»). استمرت الأفلاطونية الحديثة والغنوصية في تطوير هذا المفهوم. في الأفلاطونية المحدثة، تمثل الديموغرافية السبب الثاني أو الدين، بعد الموناد. في الثنائية الغنوصية، فإن الغاية هي روح غير كاملة وربما كائنا شريرا، يتخطى بالامتلاء الإلهي. على عكس إله الإبراهيمية، فإن عزيمة أفلاطون غير قادرة على خلق حالة من العدم .

### الهندوسية
الهندوسية هو نظام متنوع من الفكر مع المعتقدات التي تغطي التوحيد، الشرك، وحدة الموجود، وحدة الوجود، ربوبية كلية، واحديه، والإلحاد وغيرها.  ومفهومها عن إإله مبدع معقد ويختلف مع كل فرد وتقايد وفلسفة. يُشار إلى الهندوسية أحيانًا على أنها توابع هندوسية (أي تشمل التفاني إلى إله واحد مع قبول وجود الآخرين)، ولكن أي مصطلح من هذا القبيل هو تعميم مفرط.
نسكادا سوكتا (ترنيمة الخلق) من الرغ فيدا هي واحدة من أقدم النصوص  التي «تُظهر شعوراً بالنخمين الميتافيزيقية» حول ما الذي خلق الكون، مفهوم الإله (الألهة) و «الواحد»، وما إذا كان حتى الواحد يعلم كيف نشأ الكون. يثني ريغا فيدا على العديد من الآلهة، لا متفوقة ولا أقل شأنا ، بطريقة توحدانية. تشير الترانيم مرارًا وتكرارًا إلى الحقيقة الواحدة والواقع. لقد تم تفسير «الحقيقة الواحدة» للأدب الفيدا، في العصر الحديث، على أنها التوحيد، الأحادية ، فضلا عن مبادئ خفية تأليلية وراء الأحداث وعمليات الطبيعة العظيمة.

## أخرى

### علم الكونيات الصينية التقليدية
يمكن اعتبار بانغو بأنه إله خالق أخر. في البداية لم يكن هناك شيء في الكون ما عدا فوضى عارمة. لكن هذه الفوضى بدأت تتجمع في بيضة كونية لمدة ثمانية عشر ألف سنة. في داخلها ، أصبحت مبادئ يين ويانغ المتعارضة تمامًا متوازنة وظهرت بانغو (أو استيقظ) من البيضة. يصور بانغو عادة كعملاق مشعر بدني، مع قرون على رأسه (مثل القربان اليوناني) ويرتدي الفراء. تهياء بانغو لمهمة خلق العالم: فصل ين عن يانغ مع بضربة من فأسه العملاق، وخلق الأرض (يين غامز) والسماء (يانغ واضح). للحفاظ على انفصالهما ، وقفت بانغو بينهما ودفعت السماء. استغرقت هذه المهمة ثمانية عشر ألف سنة ، مع كل يوم نمت السماء بارتفاع عشرة أقدام ، والأرض أكثر من عشرة أقدام ، وبانو عشرة أقدام. في بعض إصدارات القصة ، تساعد بانغو في هذه المهمة من خلال أربعة حيوانات بارزة ، وهي السلحفاة، والكيلين ، والفيفيق، والتنين.
بعد انقضاء ثمانية عشر ألف سنة  ، خضع بانغو للراحة. أصبح أنفه الريح. صوته الرعد. العين اليسرى الشمس والعين اليمنى القمر. أصبح جسده جبال وأقصى العالم. دمه شكلت الأنهار. عضلاته الأراضي الخصبة. شعر وجهه النجوم ودرب التبانة؛ فراءه الشجيرات والغابات؛ عظامه المعادن الثمينة. عظمه يستخرج الماس المقدس؛ سقط عرقه كمطر. وأصبح البراغيث على فراءه التي تحملها الرياح بشرًا في جميع أنحاء العالم.
كان أول كاتب سجل أسطورة بانغو هو زيو جينغخلال فترة الممالك الثلاث.
شاندغي هو إله خالق آخر ، ربما قبل بانغو ؛ تقاسم المفاهيم المماثلة للديانات الإبراهيمية.

### الكازاخستانية
وفقا للحكايات الكازاخستانية \الشعبية ، جاساكنان هو خالق العالم.